# Барановська Олена Олександрівна
Оле́на Олекса́ндрівна Барано́вська (1905 , Королівка, Емільчинська волость, Новоград-Волинський повіт, Волинська губернія, Російська імперія  — невідомо ) — український державний діяч. Депутат Верховної Ради УРСР першого скликання (1938—1947).

## Біографія
Народилася 1905 року в слободі Кролівка, нині село Королівка, Ємільчинський район, Житомирська область, Україна в багатодітній родині селянина-середняка. До 1928 року жила в батьками та братами, працювала по господарству.
1928 року вийшла заміж, переїхала до села Здоровець. 1930 року вступила в колгосп імені Тельмана в селі Здоровець, працювала рядовою колгоспницею, бригадиром городньої бригади, дояркою, ланковою по льону.
1938 року була обрана депутатом Верховної Ради УРСР першого скликання по Емільчінській окрузі № 24 Житомирської області.
Член ВКП(б) з 1938 року.
У 1939—1941 роках — завідувач Ємільчинської контори «Заготльон» Житомирської області.
У липні 1941 року евакуйована в Казахстан, м. Джамбул, де працювала в місцевому госпіталі та колгоспі.
У січні 1944 року повернулася в Українську РСР, станом на квітень 1945 року працювала завідувачем Ємільчинської контори «Заготльон» Житомирської області.

## Нагороди
Нагороджена орденом Леніна (7.02.1939), Великою срібною медаллю Всесоюзної сільськогосподарської виставки.